# 산수도서관
산수도서관은 광주광역시 소재의 도서관이다. 참고로 1990년 6월 17일부터 1997년 10월 13일까지 지하 1층 지상 15층 규모로 공사했어야했다.

## 공사 기간
- 1996년 1월 4일 ~ 1997년 10월 3일

## 연혁
- 1997년 11월 14일 산수도서관 개관(총사업비 35억원)
- 1998년 9월 4일 시립도서관(무등, 사직, 산수도서관)통합
- 1999년 3월 2일 이동도서관 운영
- 2009년 6월 2일 어린이실 리모델링
- 2010년 12월 13일 U-도서관서비스 구축 및 운영
- 2010년 12월 21일 광주지역 대표도서관 지정(광주광역시장)

## 시설 현황
- 5층: 옥상야외쉼터, 시청각실, 사회교육실Ⅰ, 사회교육실Ⅱ
- 4층: 일반열람실1, 일반열람실2, 일반열람실3, 일반열람실4, 휴게실
- 3층: 노트북 열람실1, 노트북 열람실2, 디지털자료실, 문서고, 사무실
- 2층: 종합자료실, 미술자료실
- 1층: 안내실, 북스타트실, 장애인실, 수유실, 어린이실, 갤러리
- 지하1층: 자료보관실1, 자료보관실2, 전기실, 기계실

## 이용 안내
이용 시간
- 종합자료실: 평일 09:00 ~ 22:00 / 토·일요일 09:00 ~ 17:00
- 어린이실: 평일 09:00 ~ 18:00 / 토·일요일 09:00 ~ 17:00
- 디지털자료실: 평일 09:00 ~ 18:00 / 토·일요일 09:00 ~ 17:00
- 미술실: 평일 09:00 ~ 22:00 / 토·일요일 09:00 ~ 17:00
- 열람실: 매일 07:00 ~ 22:00

휴관일
- 매월 첫째, 세번째 월요일
- 법정공휴일: 관공서 공휴일(단, 설과 추석 공휴일이 아닌 일요일은 제외)
- 임시휴관일: 도서관 사정으로 관장이 지정한 날